# Rojęczyn
Rojęczyn – wieś w Polsce położona w województwie wielkopolskim, w powiecie leszczyńskim, w gminie Rydzyna.
Początkowo miejscowość leżała w granicach Śląska. Po I wojnie światowej weszła w skład województwa poznańskiego II Rzeczypospolitej. W latach 1975–1998 miejscowość administracyjnie należała do województwa leszczyńskiego. We wsi ma swoją siedzibę przedsiębiorstwo Agromix (dawny Państwowy Ośrodek Maszynowy), zajmujące się sprzedażą i wynajmem nowoczesnych maszyn rolniczych. Przemysł na terenie wsi reprezentuje przedsiębiorstwo Folar, zajmujące się ekologiczną produkcją folii LDPE oraz opakowań z polietylenu. Hala produkcyjna znajduje się w bezpośrednim sąsiedztwie "Agromixu".